# Abrahám
Abrahám és un poble i municipi d'Eslovàquia que es troba a la regió de Trnava, a l'oest del país. La primera menció escrita de la vila es remunta al 1266.

## Demografia
| Godina             | 1994 | 2004   | 2014   | 2024   |
| ------------------ | ---- | ------ | ------ | ------ |
| Nombre de persones | 1140 | 1079   | 1038   | 1112   |
| Diferència         |      | −5,35% | −3,79% | +7,12% |

| Godina             | 2023 | 2024   |
| ------------------ | ---- | ------ |
| Nombre de persones | 1125 | 1112   |
| Diferència         |      | −1,15% |